# Фосфат-Гілл
Фосфат-Гілл — велике фосфоритове родовище в Австралії на північному заході штату Квінсленд. 

## Загальна інформація
Родовище відноситься до у фосфоритоносного басейну Джорджина, суб-басейн Duchess Embayment. 
Поклади фосфоритів пов'язані з формацією Бітл-Крік (Beetle Creek), що належить до відкладень нижнього та середнього кембрію. Фосфоритоносна частина формації відома як Monastery Creek Phosphorite Member та має товщину до 38 метрів.

## Запаси
Запаси родовища на 2000 рік визначали як 103 млн т руди із середнім вмістом Р2О5 23%. 
В 2004-му (тобто вже після кількох років розробки) залишкові запаси за категоріями підтверджені та ймовірні оцінювались у 86 млн тонн з середнім вмістом Р2О5 24,4%. 
Також можливо відзначити, що станом на 1990 рік ресурси Фосфат-Гілл визначали у понад 1 млрд тонн з середнім вмістом Р2О5 17,3%.

## Технологія розробки
Компанія Western Mining Corp. (WMC) мала на родовищі невелику копальню з видобутком до 100 тис. т руди на рік. В 1990-х роках запланували довести виробництво фосфорного концентрату до 2,24 млн т на рік, для чого організували дочірню компанію WMC Fertilizers Ltd., яка дорозвідала родовище. 
У 1999 почалась повномасштабна розробка. Вона відбувається через гірничо-хімічний комплекс Фосфат-Гілл, на якому здійснюється весь процес перероблення фосфоритів аж до отримання добрив.